# Salcedo (Grado)
Salcedo (en asturiano y oficialmente Salcéu) es un topónimo supraparroquial del concejo de Grado, en el Principado de Asturias (España), que se refiere al conjunto de 9 de las 28 parroquias de este concejo:
- Santa María de Villandás;
- Sorribas;
- Ambás;
- Santianes;
- Vigaña;
- Restiello;
- Villamarín;
- Las Villas;
- Tolinas.